# Dura Veronika
Dura Veronika (Budapest, 1997. március 13. –) magyar színésznő.

## Életpályája
Budapesten született 1997-ben. Kisiskolásként Dunaharasztiba járt zeneiskolába és a Thália színitanodában kezdett színészettel foglalkozni. Itt a Valahol Európában című musicalben Suhanc szerepe volt az első sikere. A Nemes Nagy Ágnes Művészeti Szakgimnázium drámatagozatán érettségizett. Színészi diplomáját 2021-ben kapta meg, Kaposváron végzett a Magyar Agrár- és Élettudományi Egyetem Rippl-Rónai Művészeti Intézetében, ahol Cseke Péter, Réczei Tamás és Rusznyák Gábor voltak osztályvezető tanárai. 2021-től a zalaegerszegi Hevesi Sándor Színház társulatának tagja.

## Fontosabb színházi szerepei
- William Shakespeare: Rómeó és Júlia... Júlia
- Marc Camoletti: Boeing-Boeing... Janet
- Ray Cooney: Páratlan páros... Barbara Smith
- Robert Thomas: Nyolc nő... Luise, szobalány
- Gérard Lauzier: Ballépés jobbra... Eva
- Thomas Meehan – Charles Strouse – Martin Charmin: Annie, a kis árva... Anette, Ronnie Boylan
- Jókai Mór – Böhm György – Tolcsvay László – Tolcsvay Béla: A kőszívű ember fiai... Plankenhorst Alphonsine
- Mikszáth Kálmán: A Noszty fiú esete Tóth Marival... Tóth Mari
- Gyárfás Miklós – Szabó Tamás: Tanulmány a nőkről... Dr. Képes Vera
- Szüle Mihály – Harmath Imre – Walter László: Egy bolond százat csinál... Lulu
- Szörényi Levente – Bródy János: Kőműves Kelemen... Anna
- Dés László – Nemes István – Koltai Róbert – Nógrádi Gábor: Sose halunk meg... Nusi
- Rákosi Viktor – Nemlaha György: Elnémult harangok... Florica, a pópa lánya
- Moravetz Levente – Balásy Szabolcs – Horváth Krisztián: A fejedelem... Sára
- Fodor László: Érettségi... Barabás
- Szálinger Balázs: Becsvölgye... Klári, Alföldről jött nő
- Romankovics Edit: Para... Faragó Kitti, Mohácsiné, Noémi anyja